# Bernd Jungmair

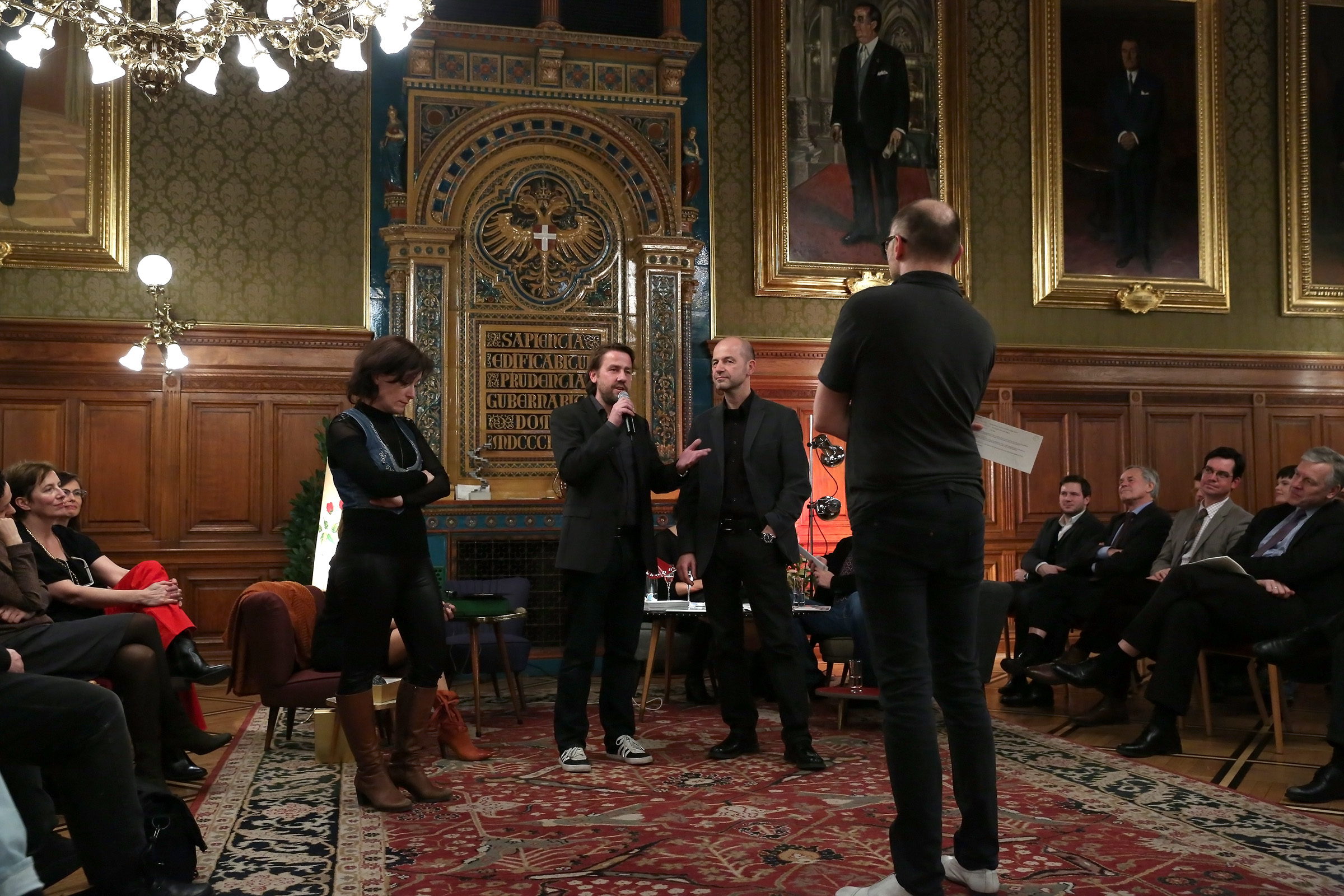
Von links: Judit Varga, Bernd Jungmair und sein Bruder Stefan Jungmair im Wiener Rathaus beim „Abend der Nominierten“ zum Österreichischen Filmpreis 2014

Bernd Jungmair (* 18. Februar 1969) ist ein österreichischer Komponist, Schlagzeuger, Musikproduzent und Gründungsmitglied der alternative Rockband Heinz aus Wien.
Jungmair betreibt in Wien ein Tonstudio. Gemeinsam mit seinem Bruder Stefan Jungmair komponierte er die Filmmusik zu der Filmbiografie Der Fall Wilhelm Reich, der Filmkomödie Die Werkstürmer und einem Werk über Sigmund Freud Der Vampir auf der Couch.